# Mag Garden
Mag Garden (jap. 株式会社マッグガーデン Kabushiki-gaisha Maggu Gāden) – japońskie wydawnictwo zajmujące się publikacją literatury oraz mangi, również zaangażowane w rozwój anime i adaptacji live-action. Zostało założone 5 czerwca 2001 roku przez Yoshihiro Hosaka wraz z dawnymi twórcami mang z firmy Enix (obecnie Square Enix). 1 grudnia 2007 roku w wyniku fuzji wydawnictwa ze studiem Production I.G powstał holding IG Port.

## Wydawane czasopisma
Aktywne
- Gekkan Comic Avarus
- Gekkan Comic Garden
- EDEN
- Web Comic Beat's

Nieaktywne
- Comic Blade Masamune
- Comic Blade Brownie
- Comic Blade Gunz
- Comic Blade Zebel
- Gekkan Comic Blade